# Tersus kobdoensis
Tersus kobdoensis is een keversoort uit de familie Schizophoridae. De wetenschappelijke naam van de soort is voor het eerst geldig gepubliceerd in 1986 door Ponomarenko.